# Ratko Janev
Ratko Janev (szerbül:  Ратко Jанев) (Sveti Vrač, 1939. március 30. – Belgrád, 2019. december 31.) jugoszláv és szerb atomfizikus.
Janev 1972-ben a Szkopjei Egyetem atomfizika adjunktusa és a Belgrádi Egyetem elméleti fizika professzora lett.  2002 és 2004 között a Jülich Kutatóközpont németországi plazmafizika osztályán dolgozott.
Janev a Macedón Tudományos és Művészeti Akadémia tagja volt.